# Affaire de l'IME de Moussaron
L'Affaire de l'IME de Moussaron (1993-2018) est une série d'accusations de maltraitance des personnes handicapées hébergées dans un Institut médicoéducatif privé du Gers et situé dans le château de Moussaron, près de Condom, en France. 
En 1993, 1999 et 2013, trois anciens salariés de cet établissement y dénoncent des maltraitances. Les deux premiers sont condamnés pour diffamation, la troisième, Céline Boussié, étant relaxée. Un reportage est tourné en caméra cachée dans une aile ancienne de cet IME, montrant des enfants polyhandicapés qui dorment dans des box en plexiglas et défèquent, nus, dans des seaux. Il est diffusé sur la chaîne française M6 début 2014, suscitant de nombreuses réactions publiques et politiques. 
Les charges retenues initialement contre les gestionnaires de l'établissement (détournement de fonds publics et abus de confiance) sont abandonnées en 2017. L'IME de Moussaron est vendu en 2018 au groupe Clinipole. Les ex-dirigeants de cet IME sont néanmoins mis en examen pour harcèlement moral en janvier 2020.

## Contexte
L'Institut médicoéducatif de Moussaron est un établissement privé à but lucratif, créé en 1971. De sa création jusqu'en 2018, il est dirigé par la famille Doazan, également propriétaire des lieux,. D'après l'article de Marie Vaton, le cadre du château, de style Renaissance, est « idyllique », avec un grand jardin où déambulent des paons. Lors de l'admission d'un enfant, les gérants promettent leur bien-être grâce à des activités poney, piscine, de la musicothérapie, des excursions et de l'ergothérapie. Les visites parentales sur site doivent être demandées en amont.
Bien que privé, il est financé par des fonds publics. Vers 2017, l'Assurance maladie finance le fonctionnement de son internat à hauteur de 290 euros la journée par pensionnaire, soit plus de 8 000 euros par pensionnaire et par mois. 
En 2018, au moment de sa vente, il compte 20 places en hébergement complet et internat pour des personnes handicapées avec handicap intellectuel, 10 places en semi-internat, un SESSAD de 10 places, et 15 places en hébergement complet en internat pour personnes polyhandicapées. Depuis septembre 2018, il a changé de nom, de propriétaires, et de direction, devenant l'« IME SESSAD Terre d'envol ».

## Accusations de maltraitances

### Contenu des rapports d'inspection officiels
En 1997, d'après Le Monde, un rapport de l'Inspection générale des affaires sociales qualifie la gestion financière de cet établissement d'« opaque », signale « des dysfonctionnements, voire des dérives, tout à la fois de nature institutionnelle, financière, comptable et médicale », et note que « le patrimoine des propriétaires gérants de l'établissement s'est entretenu et embelli depuis 1971 ». Ce rapport souligne aussi, d'après l'article de Marie Vaton publié en 2019, que M. Doazan n'a pas soutenu la thèse qui lui aurait permis de se présenter comme Docteur en médecine, et que son épouse n'a pas obtenu les diplômes obligatoires pour exercer comme médecin psychiatre, ce qui n'empêche pas son augmentation de salaire de l'ordre 24 % entre 1994 et 1997.
Une inspection de l'Agence régionale de santé (ARS), saisie en mai 2013, fait état dans son rapport de 400 pages de « graves dysfonctionnements » et d'« une situation de maltraitance institutionnelle ».

### Mise sous administration provisoire
En conséquence du rapport de l'ARS, l'établissement est mis sous administration provisoire par la ministre déléguée aux personnes handicapées Marie-Arlette Carlotti, en décembre 2013. L'acteur handicapé Philippe Croizon a également joué un rôle, en alertant la ministre et Valérie Trierweiler.
La directrice Aurélie Doazan, recrutée en janvier 2012 pour apaiser le climat social, apprend cette mise sous administration provisoire par la télévision, et y répond dans la presse en demandant « comment l’État peut-il nous placer sous administration provisoire alors que nous sommes un établissement privé ? ». Elle conserve son poste de directrice générale de l'établissement durant l'administration provisoire, travaillant avec l'administrateur provisoire. Un collectif des salariés et syndicats demande en parallèle le départ de la direction.
Un groupe de parents d'enfants handicapés crée le « Collectif de parents et enfants victimes de l'Institut médico-éducatif de Moussaron ». 96 salariés de l'établissement protestent avec le syndicat Force ouvrière contre la possibilité d'une fermeture de cet IME.

### Passage dans l'émissionZone interdite

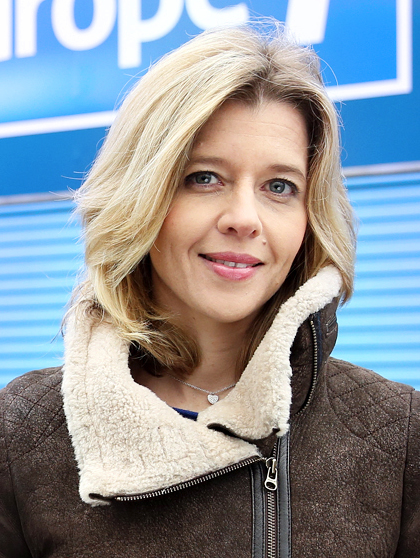
Wendy Bouchard en janvier 2014, au moment de la diffusion du reportage tourné en caméra caché à l'IME de Moussaron.

Le 19 janvier 2014, l'IME de Moussaron est dénoncé sur la chaîne de télévision française M6, dans un reportage de Zone interdite intitulé « Enfants handicapés : révélations sur les centres qui les maltraitent »,. Ce reportage, tourné en caméra cachée, montre des enfants qui dorment dans des box en plexiglas, qui sont attachés à des lits ou encore qui défèquent, nus ou partiellement nus et sans intimité, dans des seaux. Il dévoile aussi un véhicule de marque Ferrari, propriété du couple de gérants, qui en détiendrait « une collection ».
La journaliste et présentatrice de Zone interdite, Wendy Bouchard, dit après l'émission que « [...] ça fait plus de trente ans que ces plaintes ont été déposées à plusieurs reprises. Certains membres du personnel ont été licenciés. Ils ont sacrifié une partie de leur mission pour dénoncer ces actes-là ». Après l'émission, Marie-Arlette Carlotti promet de faire preuve de fermeté à l'égard des établissements maltraitants. 
L'annexe « ancienne et sous-équipée » montrée dans le reportage, accueillant la moitié des pensionnaires de l'IME de Moussaron, est fermée par la suite.
En 2015, l'association Enfance Majuscule décerne ses prix aux médias récompensant « les émissions de télévision qui, par leur qualité et leur contenu, ont amélioré l'information et la sensibilisation du public concernant l'enfance en danger – les droits de l'enfant – la protection de l'enfance ».  Dans la catégorie documentaire tournée en France, le reportage de Nicolas Bourgoin consacré à l'institut médico-éducatif de Moussaron l'emporte, ex æquo avec « Mon fils, un si long combat », diffusé sur France 5.

## Volet judiciaire
En 1993, 1999, et 2013, trois salariés de cet établissement dénoncent des maltraitances sur les résidents. Les deux premiers lanceurs d'alerte sont condamnés pour diffamation. Deux d'entre eux, dont Céline Boussié, ne retrouvent plus d'emploi ; le troisième déménage au Canada, puis en Espagne. 
Céline Boussié, la dernière lanceuse d'alerte, est jugée pour diffamation au Tribunal de Toulouse en septembre 2017 (notamment en raison de ses déclarations sur LCI et Europe 1 en 2015), et se rend à son procès accompagnée d'environ 200 militants de la CGT et de la Ligue des Droits de l'Homme. Ce procès se conclut par un non-lieu. Dix parents d'enfants accueillis dans l'établissement portent plainte contre X pour maltraitances, mais ces plaintes sont classées sans suites,,. L'une de ces plaintes, déposée en 2013, concerne un enfant revenu de Moussaron avec les mains brûlées au troisième degrés, de grands lambeaux de peau décollés de l'épiderme,. L'IME de Moussaron a aussi vu le décès de deux résidents, âgés respectivement de 14 et 20 ans, pour crises d'épilepsie.
En mars 2014, Carlotti dépose une plainte contre X pour abus de biens sociaux et abus de confiance,, notamment car « M. Doazan et son épouse, Marie-Joëlle, possèdent des parts de la société civile immobilière (SCI) qui loue les locaux à la SAS Maison d’enfants de Moussaron ». La direction de l'établissement n'est pas condamnée, les charges ayant été abandonnées,,.
Le sort des enfants accueillis à Moussaron est abordé par le comité des droits de l'enfant à l'ONU, en janvier 2016.
Céline Boussié gagne son procès pour licenciement abusif en appel en juillet 2020, après un jugement de première instance du conseil des prud’hommes d’Auch daté du 18 avril 2019 ; ce jugement en appel confirme une atteinte au droit à la formation, ainsi que des « manquements de son employeur à son obligation de sécurité et de protection de la santé de la salariée, directement à l’origine de la dégradation de l’état de santé physique et psychique »,.
Le 31 décembre 2019, sept ex-dirigeants de Moussaron sont mis en examen pour harcèlement moral sur Céline Boussié,,.

## Depuis le changement de propriétaires
En septembre 2018, l'IME de Moussaron est vendu au groupe Clinipole. Le nouveau directeur assure lors de l'audience des prud'hommes de Céline Boussié qu'il « n'y a jamais eu de maltraitances à Moussaron ».
En 2019, Céline Boussié publie un livre récapitulant son témoignage et ses observations à propos de cet IME, Les enfants du silence : Donner une voix à ceux qui n'en ont pas,.